# JR West série 287
La série 287 (287系, 287-kei) est un type de rame automotrice exploitée par la compagnie West Japan Railway Company (JR West) dans la région du Kansai.

## Histoire
Annoncé par la JR West en 2010 ,il fut annoncé le remplacement des trains de la série 189 et série 381 qui opéraient sur le réseau Kitakinki Big X pour un cout de 8 milliards de yens. Cela consistait a livrer 46 voitures agencées en 7 rames de 4 voitures (28 caisses) et 6 rames de 3 voitures (18 caisses).Leur exploitation a commencé le 12 Mars 2011,,..
Très peu de temps après , une annonce pour une extension de commande fut annoncée,.Cela consistait a ajouter 51 voitures supplémentaires, ce qui correspond a 6 rames de 6 voitures (36 caisses) et 5 rames de 3 voitures (15 caisses) destinée au service express Kuroshio.Leur mise en service a commencé le 17 Mars 2012.

## Description

### Extérieure
Les rames sont composées de 3 caisses (11 rames), 4 caisses (7 rames) ou 6 caisses (6 rames) fabriquées conjointement par Kinki Sharyo et Kawasaki Heavy Industries. Les cabines de conduite sont situées en hauteur, permettant l'intercirculation entre deux rames accouplées. 
La carrosserie suit la conception de la série 683-4000 ,alors utilisée sur le train express limité « Thunderbird », et en choisissant pour la série 287 une rame a "adhérence totale" ,en installant le concept 0.5M ,toutes les voitures ayant un bogie moteur et un bogie porteur. Les coûts sont réduits grâce à la standardisation de la structure du véhicule. Plus précisément, chaque voiture dispose de deux espaces de pré-montage de pantographe sur le toit , et chaque voiture peut également être équipé d'un dispositif de controle de puissance ,d'onduleur de la commande de contrôle, d'un compresseur d'air et d'une batterie de stockage.
Faisant suite a l'innovation installée sur la série suburbaine 225 , une structure absorbant les chocs a été adoptée comme contre-mesure contre les collisions . 
La livrée de la carrosserie est également similaire à celle de la série 681 et 683(les anciennes couleurs).Une bande grise au niveau des fenêtres ,et la bande de couleur de la ligne en dessous des vitres est rouge foncé (bleu sur le thunderbird), ce qui est familier à la région du nord Kinki , et qui se démarque dans les zones vertes luxuriantes le long de la ligne ferroviaire . Les rames du « Kuroshio »  ont une bande bleu-vert lagon.
Deux formations possèdent une livrée spéciale nommée "Panda Kuroshio".

### Intérieure
Des dispositifs d'affichage d'information embarqués de type LED sont installés dans la cabine passagers , et des prises 110V pour l'utilisation d'appareils mobiles sont installées sur tous les sièges des "Green cars" (première classe).  ,et uniquement aux sièges d'extrémité des voitures ordinaires .
Deux voitures sur trois sont équipées de toilettes (un urinoir et une toilette à l'occidentale). Parmi celles-ci, l’une est des toilettes réservées aux femmes. De plus, une salle polyvalente et un espace pour UFR  sont aménagés en un seul endroit dans le train pour offrir des installations accessibles aux personnes à mobilité réduite .
Les sièges sont des sièges inclinables et pivotants similaires à ceux de la série 683-4000 , et les sièges en "Green car" sont en disposition 1+2  avec un tissu extérieur marron et ont un pas de 1 160 mm , tandis que les sièges normaux sont en disposition 2+2  avec du bleu et ont un pas de 970 mm.
En règle générale, il y a une porte coulissante de 690 mm à l'arrière, mais pour la voiture disposant de l'espace UFR, une porte coulissante de 1 000 mm est ajoutée à l'avant. De plus, un carillon de porte est installé sur la porte.

### Caractéristiques Techniques
Tous les caisses sont des motrices, basés sur le système 0,5M, qui a été déjà adopté dans les séries 125 , 321 et 225, et chacune intègre tous les équipements nécessaires au fonctionnement d'une motrice. Par conséquent, tous les caisses sont équipés d'un dispositif de contrôle (la commande du contrôle) .Certaines ont les pantographes et d'autres ont le compresseur d'air.
Le dispositif de contrôle du véhicule (WPC15A-G2) a été fabriqué par Toyo Denki Seizo et Toshiba . La section du circuit principal est équipée d'un onduleur VVVF de configuration dite 1C2M (qui contrôle deux moteurs) avec un onduleur PWM de type tension à deux niveaux utilisant des éléments IGBT. Il est contrôlé par CVCF et fonctionne en parallèle avec la section d'alimentation auxiliaire d'autres voitures pour assurer la redondance de l'ensemble de la rame dans le en cas de panne.. D'autre part, la section d'alimentation auxiliaire (onduleur statique) a un courant alternatif triphasé de 440 V et une capacité de 75 kVA.
Le pantographe est un type WPS28C à un seul bras, et est installé sur les Kumoha 287 et Moha 287  .Il s'agit d'un type à ressort et abaissé par air comprimé avec un dispositif de déverrouillage électromagnétique et un dispositif de détection de montée. Certaines des formations de 3 et 4 voitures construites pour les trains express limités dans la région nord de Kinki ont 2 pantographes par voiture. De plus, dans la voiture du milieu (la Moha 287), le pantographe est orienté face a l'autre, mais dans le cas de la voiture de tête (type Kumoha 287), il est orienté dans le même sens que le second .
Chaque bogie est équipé de deux moteurs à induction triphasés à cage d'écureuil (WMT106A-G1) d'une puissance nominale horaire de 270 kW qui utilisent une commande vectorielle sans capteur comme moteurs principaux .Cela ,avec la méthode du 0.5M ,donne une puissance totale de 1 620 kW pour les formations a 3 voitures,2 160 kW pour les formations a 4 voitures, et 3 240 kW pour les formations a 6 voitures.
Le compresseur d'air électrique utilise le type à vis à faible bruit WMH3098-WRC1600 avec un déshumidificateur intégré, qui a été utilisé dans les séries 223 , une unité étant installée sous les Moha 287 et Kumoha 287.
Le système d'information du véhicule utilise un dispositif de transmission numérique similaire aux séries 321 et 225. Des efforts sont déployés pour augmenter la vitesse et la capacité de transmission.
Le système de climatisation est un WAU704E centralisé installé sur le toit de chaque voiture. La capacité de refroidissement est de 39 000 kcal/h et utilise un réfrigérant (R407C) conforme à la réglementation sur les fluorocarbures .
| Bogie type WTR249A |  | Pantographe |  | Une formation à 3 voitures (Kuroshio) |
| Bogie type WTR249A |  | Pantographe |  | Une formation à 3 voitures (Kuroshio) |

Le bogie est modèle sans traversin avec poutre axiale basé sur celui des séries 225 et 683-4000, dans le but de standardiser les pièces et de réduire les couts de maintenance,. Il est équipé d'un dispositif amortisseur de lacet .Depuis l'adoption du système 0,5M, chaque voiture dispose d'un bogie électrique (WDT67) et d'un bogie auxiliaire (WTR249) . Cependant, le bogie porteur de la voiture de tête (type Kumoha 286, type Kumoha 287) est équipé d'un type WTR249A qui possède en plus un frein de stationnement (frein a main pour l'équivalent voiture).
Le freinage est composé d'un frein à bande de roulement sur le bogie moteur, et une combinaison de frein à bande de roulement et de deux freins à disque par essieu sur le bogie porteur.
Contrairement à la série 381 , elle n'est pas équipée d' une fonction de pendulation, car elle est basée sur les séries 681 et 683 , qui ont une conception à centre de gravité bas qui améliore les performances de passage des courbes et réduit les coûts de fabrication. La vitesse de passage en courbe est fixée à Rc = 400 m ou plus, à la norme maximale + 15 km/h, soit environ 10 km/h de moins qu'un modèle de type pendulaire, et par conséquent, "Kuroshio" en serie 287 gagne environ 3 à 6 minutes par rapport aux séries 381 et 283 sur le trajet total.
Le couplage était basé sur le concept d'exploitation d'une formation comme un élément indéformable, c'est pourquoi un attelage semi-permanent est utilisé pour le couplage intermédiaire. L'attelage situé à proximité de la cabine de conduite de la voiture de tête est un attelage court équipé d'un attelage électrique et d'un dispositif de déconnexion automatique (type shibata).
Quant aux équipements de sécurité , outre l'ATS-SW et l'ATS-P, ils ont été équipés d' équipements EB / TE (la VACMA) et d'équipements d'enregistrement vidéo/audio dès la fabrication. Le dispositif de contrôle ATS (équivalent ETCS 1) est un dispositif de contrôle ATS-P3 de nouvelle conception, qui est une version plus petite du dispositif de contrôle ATS-P conventionnel et possède des fonctions intégrées avec ATS-SW (équivalent du KVB + limiteur de vitesse).

## Affectation
Les rames de la série 287 assurent les services Limited express suivants :
- Hashidate entre Kyoto et Toyooka,
- Kinosaki entre Kyoto et Kinosaki-Onsen,
- Kounotori entre Shin-Osaka et Kinosaki-Onsen,
- Kuroshio entre Kyoto et Shingū,
- Maizuru entre Kyoto et Higashi-Maizuru.
- Rakuraku Yamato entre Shin-Osaka et Nara

## Organisation
Affecté à la succursale de Suita General Rolling Stock de Fukuchiyama
| type d'organisation | ← Kyoto , Shin-Osaka・Amanohashidate・Higashi-MaizuruKinosaki Onsen・Miyazu → | ← Kyoto , Shin-Osaka・Amanohashidate・Higashi-MaizuruKinosaki Onsen・Miyazu → | ← Kyoto , Shin-Osaka・Amanohashidate・Higashi-MaizuruKinosaki Onsen・Miyazu → | ← Kyoto , Shin-Osaka・Amanohashidate・Higashi-MaizuruKinosaki Onsen・Miyazu → |
| Type FA             | ＞ ＞ Kumoha 287-0 (Mc)                                                       | Moha 286-0 (M')                                                               | ＜ ＞ Moha 287-100 (M)                                                        | Kumoroha 286-0 (M'sc)                                                         |
| Type FC             | ＞ ＞ Kumoha 287-0 (Mc)                                                       | Moha 286-100 (M'1)                                                            | Kumoha 286-0 (M'c)                                                            |                                                                               |

Affecté  à la succursale Hineno du bureau général des véhicules de Suita
Le « Kuroshio » est exploité comme un train de base de 6 voitures, mais entre la gare de Kyoto et la gare de Shirahama , les "formations attachées" (a 3 voitures) peuvent être connectées pour former un train de 9 voitures. 
« Rakuraku Yamato » et « Mahoroba » sont exploités avec des trains à 3 voitures,les "formations attachées" uniquement
| type d'organisation | ← Kyoto Shingu・Nara (via la ligne Higashi osaka)→ | ← Kyoto Shingu・Nara (via la ligne Higashi osaka)→ | ← Kyoto Shingu・Nara (via la ligne Higashi osaka)→ | ← Kyoto Shingu・Nara (via la ligne Higashi osaka)→ | ← Kyoto Shingu・Nara (via la ligne Higashi osaka)→ | ← Kyoto Shingu・Nara (via la ligne Higashi osaka)→ |
| Type HC60X          | ＞ Kumoha 287-0 (Mc)                               | Moha 286-0 (M')                                    | Moha 286-200 (M'2)                                 | ＞ Moha 287-200 (M2)                               | Moha 286-0 (M')                                    | Kumoroha 286-0 (M'sc)                              |
| Type HC63X          | ＞ Kumoha 287-0 (Mc)                               | Moha 286-100 (M'1)                                 | Kumoha 286-0 (M'c)                                 |                                                    |                                                    |                                                    |

## Modelisme
La série 287 est produite a l'échelle N par Tomix et Kato, avec les livrée Kuroshio et Kounotori, en formations de 3,4 et 6 voitures.

## Galerie photos

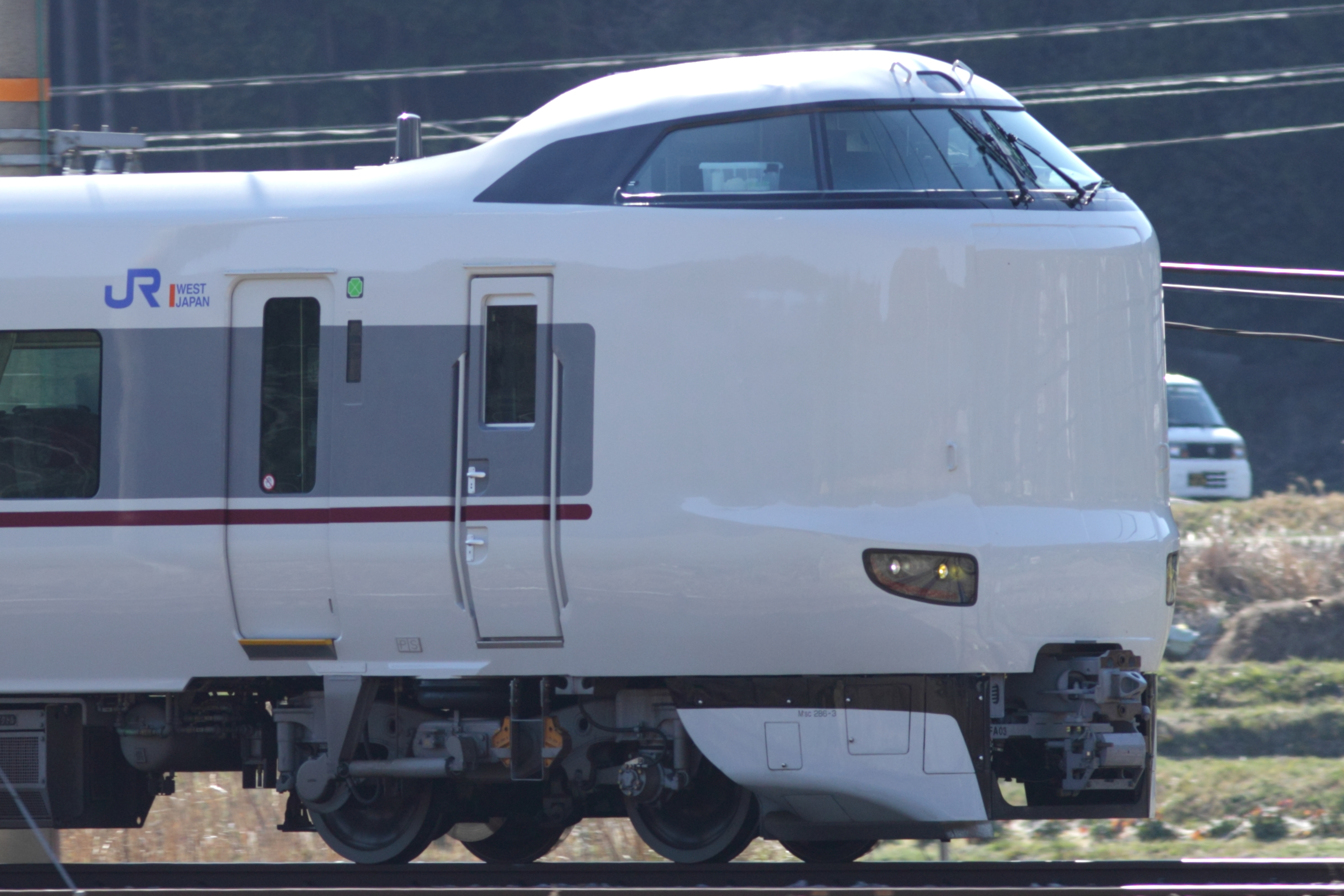
La bande rouge du Kounotori
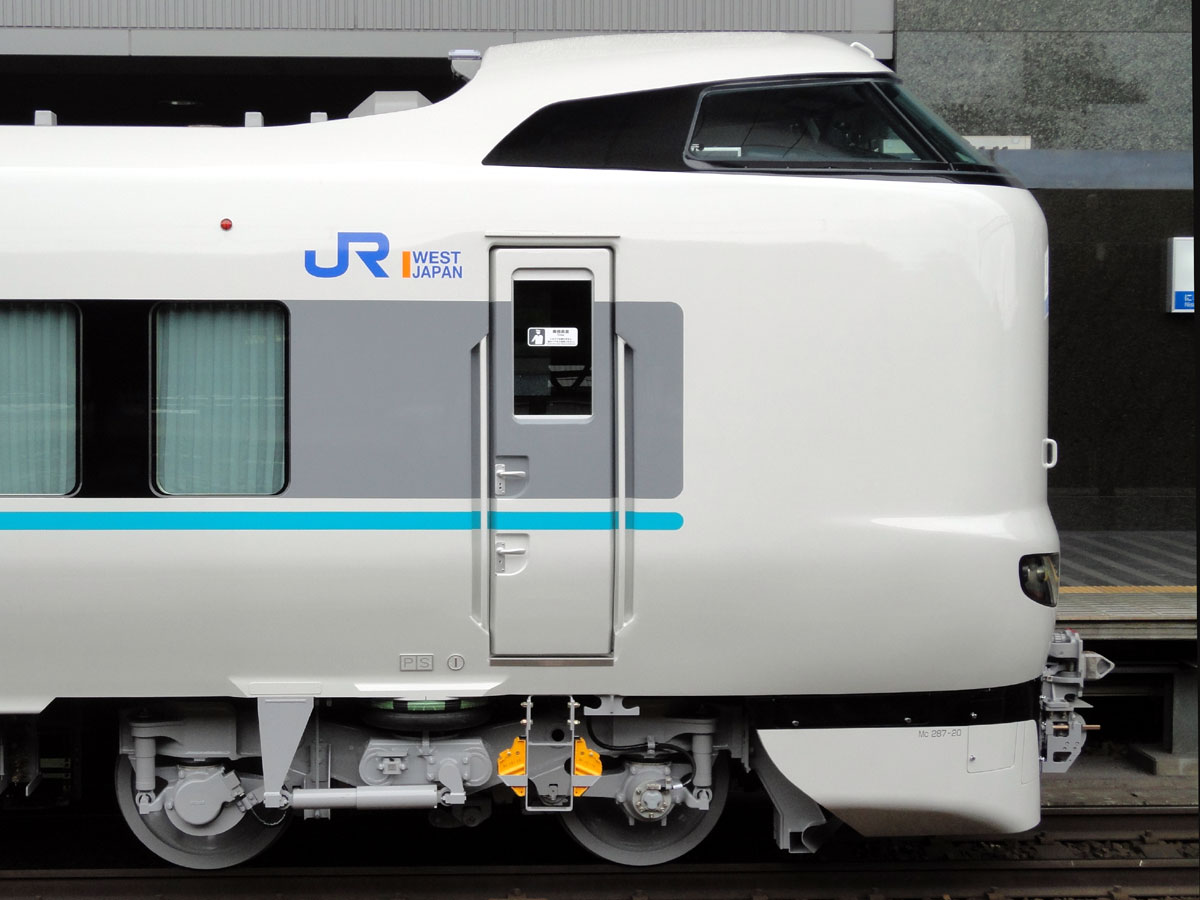
la bande bleu vert lagon du Kuroshio
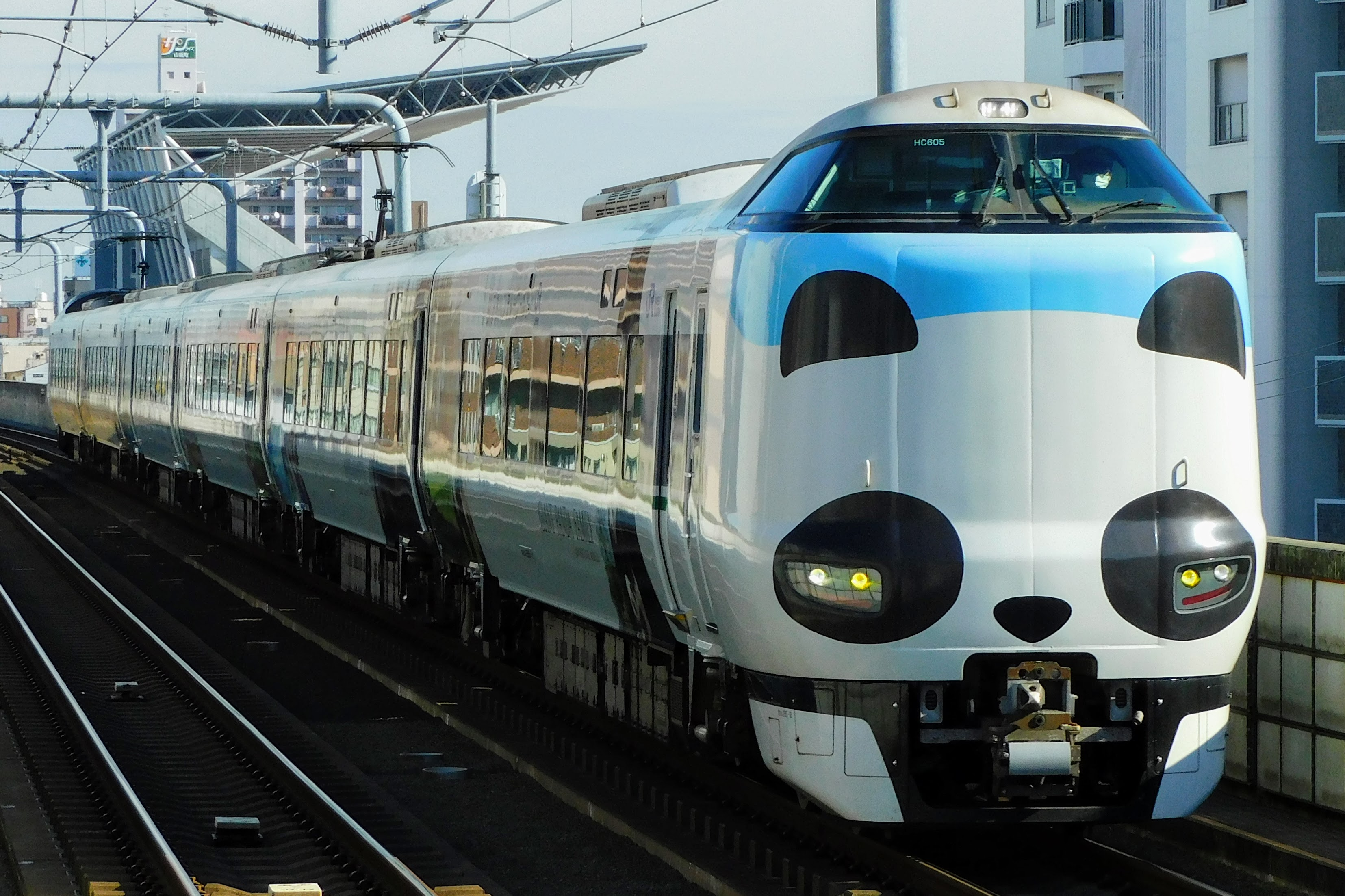
Rame en livrée "Panda Kuroshio"
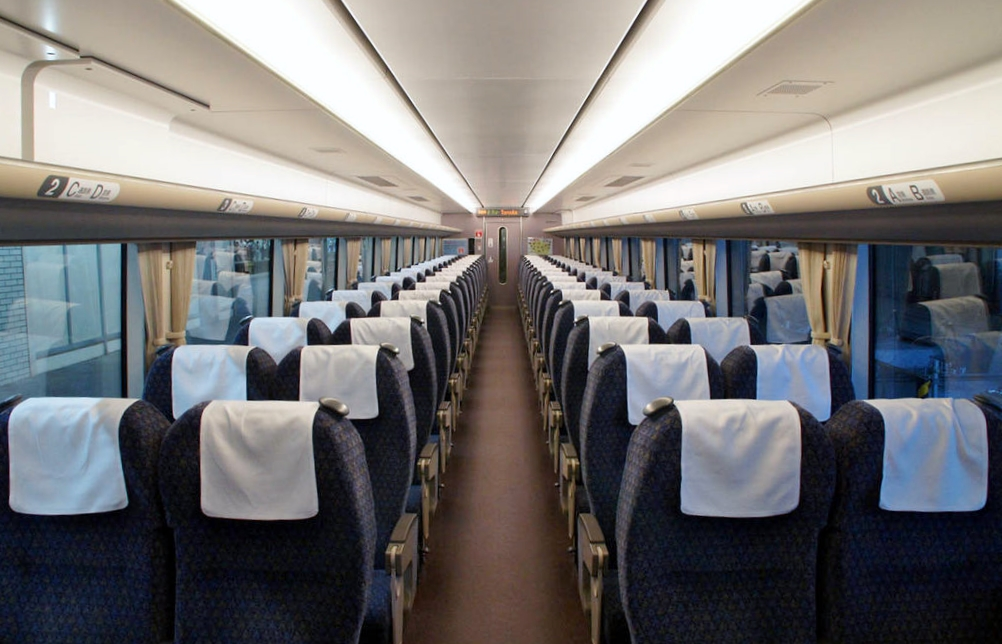
Classe standard
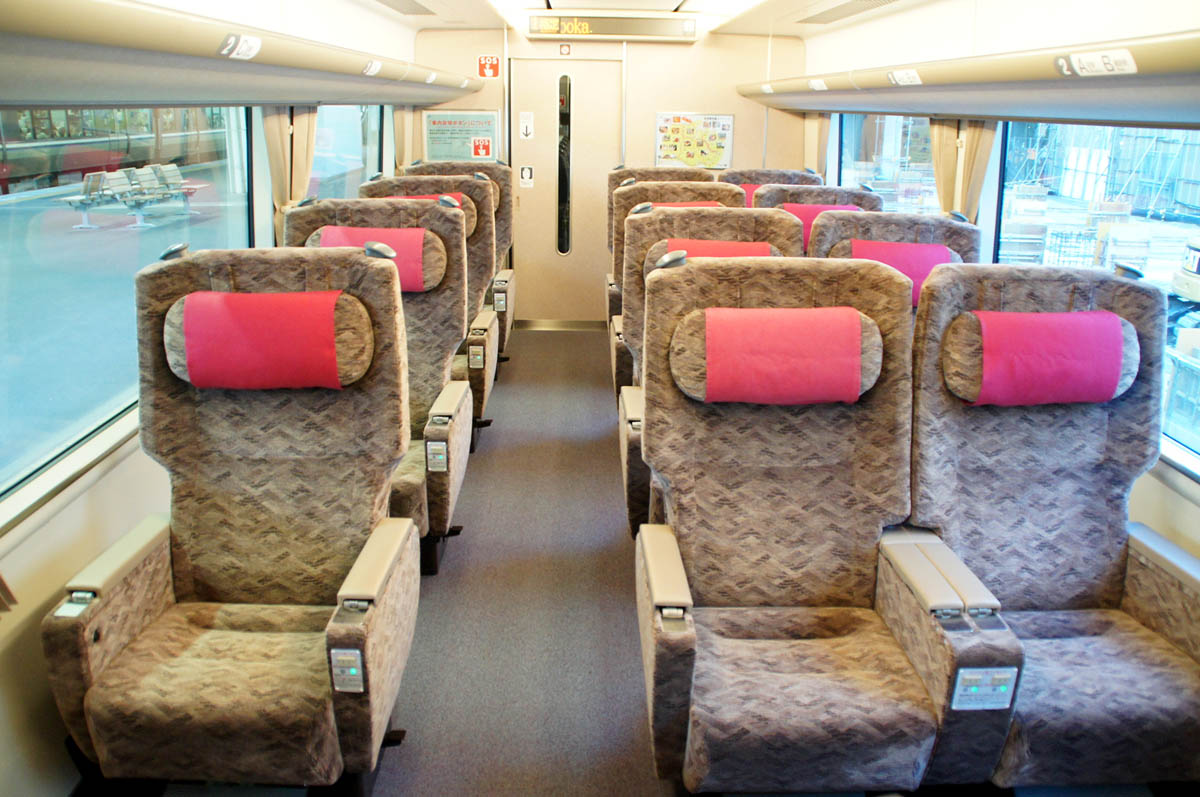
Green car